# استمپ گرند (کنتاکی)
استمپ گرند (به انگلیسی: Stamping Ground) شهری در ایالت کنتاکی کشور ایالات متحده آمریکا است که جمعیت آن در سرشماری سال ۲۰۱۰ میلادی، ۶۴۳ نفر بوده‌است.